# Nelson Rivas
Pour les articles homonymes, voir Rivas.
Nelson Rivas est un footballeur international colombien, né le 25 mars 1983 à Pradera en Colombie. Passé par l'Inter Milan, il évolue au poste de défenseur central avec l'Impact de Montréal en MLS de 2012 à 2014.

## Biographie
Double vainqueur de la Copa Mustang, et international colombien, Rivas quitte son pays natal pour l'Argentine. Après un an à River Plate, il rejoint pour une indemnité de 10 millions de dollars, l'Inter Milan en 2007, où il remporte le championnat de Serie A.
Il joue peu en raison de nombreuses blessures et il est prêté à deux reprises pour tenter de se relancer. Finalement, son contrat est rompu d'un commun accord avec son club de l'Inter le 31 août 2011.
Le 3 octobre 2011, sa signature à l'Impact de Montréal est annoncée. Il devient alors la première recrue de l'Impact en MLS. Comme souvent dans sa carrière, il ne dispute que très peu de matchs à cause d'une blessure aux adducteurs, soit 13 matchs en 3 saisons. Le 24 juin 2014, il est retiré de l'effectif de l'équipe.

## Palmarès
- Vainqueur de la Copa Mustang : 2003, 2005 (Tolima & Cali)
- Champion d'Italie : 2008, 2009 (Inter Milan)

## Statistiques

### En club
| Saison                | Club                  | Championnat           | Championnat | Championnat | Coupe(s) nationale(s) | Coupe(s) nationale(s) | Compétition(s) continentale(s) | Compétition(s) continentale(s) | Compétition(s) continentale(s) | Playoffs | Playoffs | Total | Total |
| Saison                | Club                  | Division              | M.          | B.          | M.                    | B.                    | Comp.                          | M.                             | B.                             | M.       | B.       | M.    | B.    |
| 2012                  | Impact de Montréal    | MLS                   | 11          | 0           | -                     | -                     | -                              | -                              | -                              | -        | -        | 11    | 0     |
| 2013                  | Impact de Montréal    | MLS                   | -           | -           | -                     | -                     | CO                             | -                              | -                              | 1        | 0        | 1     | 0     |
| 2014                  | Impact de Montréal    | MLS                   | -           | -           | 1                     | 0                     | -                              | -                              | -                              | -        | -        | 1     | 0     |
| Total sur la carrière | Total sur la carrière | Total sur la carrière | 11          | 0           | 1                     | 0                     | -                              | -                              | -                              | 1        | 0        | 13    | 0     |

## Palmarès

### En club
| Deportes Tolima - Tournoi de Clôture du Championnat de Colombie - Vainqueur en 2003 |  | Deportivo Cali - Tournoi de Clôture du Championnat de Colombie - Vainqueur en 2005 |  | Inter Milan - Championnat d'Italie - Champion en 2008 et 2009 - Supercoupe d'Italie - Vainqueur en 2008 |  | Impact de Montréal - Championnat canadien - Champion en 2013 et 2014 |